# Wasserstraßen- und Schifffahrtsverwaltung Litauens

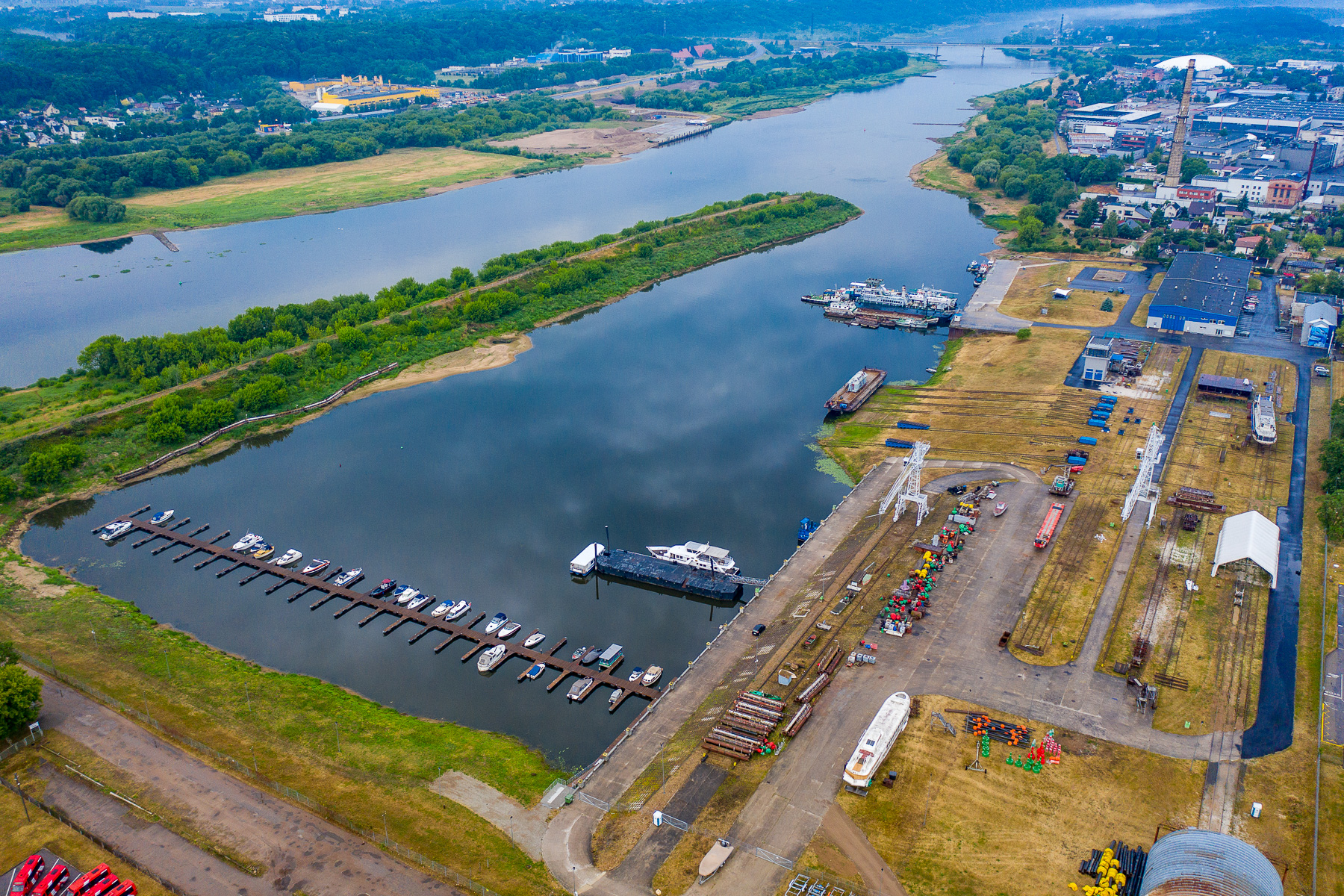
Zentrale

Die Wasserstraßen- und Schifffahrtsverwaltung Litauens (litauisch Valstybės įmonė Vidaus vandens kelių direkcija, VĮ VVKD) ist eine nationale litauische Behörde der Binnenschifffahrt mit Sitz in Kaunas. Sie hat die Rechtsform eines Staatsunternehmens.
Die staatliche Behörde ist für Binnengewässer-Schifffahrt in Litauen zuständig. Die Direktion verwaltet die nationalen Binnenwasserstraßen auf Memel, Mituva, Minija, Neris, Nevėžis, dem Kurischen Haff, dem Stausee des Wasserkraftwerks Kaunas und dem König-Wilhelm-Kanal. Sie betreibt die litauischen Binnenhäfen, Yachthäfen und andere Infrastrukturobjekte der Binnenschifffahrt in Litauen. Außerdem betreut sie den Bau des Hafens Marvelė und dessen staatliches Konzessionsverfahren.

## Geschichte
Von Juli 1941 bis Februar 1943 gab es die Hauptverwaltung für Gewässer (Vandenų valdyba). Die heutige VVKD wurde ursprünglich als Staatliche Hauptverwaltung für Wasserstraßen Litauens (Lietuvos valstybinė vandens kelių valdyba) errichtet. Am 27. November 1990 wurde die heutige Direktion registriert. Im Jahr 2014 waren 120 Mitarbeiter beschäftigt. Generaldirektor der Behörde ist Vladimiras Vinokurovas.

## Tätigkeiten
Die Hafenabteilung unterhält und betreibt die Binnenhäfen, Yachthäfen und andere Infrastrukturobjekte wie:
- Passagier-Pier am Kaunasser Stausee (Kaunas), Länge der Liegeplätze: 108 m, Wassertiefe: 1,5 m
- Frachtpier Kaunas (Kaunas), Länge der Liegeplätze: 205 m, Wassertiefe: 1,5 m
- Passagier-Pier Kaunas (Raudondvaris), Kailänge: 104,5 m, Wassertiefe: 1,2 m
- Winterhafen Kaunas (Raudondvaris), westliche Kailänge: 100 m, Wassertiefe: 1,2 m, elektrische Anschlusssäule; östliche Kailänge: 90 m, Wassertiefe: 1,2 m
- Binnenhafen Uostadvaris in der Rajongemeinde Šilutė, Länge der Liegeplätze: 211 m, Wassertiefe: 1,5 m; Länge des neuen stationären Kais: 53 m; Länge des mobilen Kais: 60 m. Es gibt Strom- und Wasserversorgung.
- Passagier-Pier Nida. Der Binnenschifffahrtsbehörde gehört der Kai mit der Länge von 130 Metern, davon 100 Meter im nördlichen Teil. Wassertiefe: 1,5 m. Es gibt elektrische Anschlusssäulen.

## Struktur
- Basis für Schiffsreparatur
- Abteilung für Hydrographie
- Dienst für Wartung von Straßen- und Wasserbauwerken
- Abteilung für Strategische Planung
- Hafendienst